# Gomphidia t-nigrum
Gomphidia t-nigrum is een libellensoort uit de familie van de rombouten (Gomphidae), onderorde echte libellen (Anisoptera).
De soort staat op de Rode Lijst van de IUCN als niet bedreigd, beoordelingsjaar 2010.
Gomphidia t-nigrum is in 1854 voor het eerst wetenschappelijk beschreven door Selys.